# Scytodes martiusi
Scytodes martiusi là một loài nhện trong họ Scytodidae.
Loài này thuộc chi Scytodes. Scytodes martiusi được miêu tả năm 1999 bởi Antonio D. Brescovit & Höfer.